# فاطمة الزهراء قراجة
فاطمة الزهراء قراجة من مواليد 20 أبريل 1949، هي سياسية جزائرية وناشطة من أجل حقوق النساء و الأطفال في دولة الجزائر.

## السيرة الذاتية
فاطمة الزهراء حاصلة على درجة الدكتوراه في علم النفس، وتعمل كمتطوعة في الرابطة الوطنية لدعم الأطفال والتي تهتم بمساعدة الأطفال المصابين بصدمات نفسية جراء الحرب والنساء المحرومات من أبسط حقوقهن.
في عام 2005 عُينت كرئيسة اللجنة الوطنية قصد حوكمة الجزائر في إطار الآلية الأفريقية للتقييم من قبل النظراء. · . وهي نائبة رئيس التجمع الاقتصاديد الاجتماعي والثقافي للاتحاد الأفريقي.
في كانون الثاني/يناير 2017، انتخبت عضوا في فريق الشخصيات البارزة لرؤساء الدول الأفريقية التي تم جمعها في إطار الآلية الأفريقية لاستعراض الأقران. وفي 28 فبراير عام 2017، عينت كعضو في المجلس الوطني لحقوق الإنسان · .